# ولي أباد (مياندوآب)
ولي أباد هي قرية في مقاطعة مياندوآب، إيران. عدد سكان هذه القرية هو 879 في سنة 2006.